# Эйгес, Вениамин Романович
Вениамин Романович Эйгес (23 июля (4 августа) 1888, Брянск, Орловская губерния — 19 июля 1956, Москва) — русский и советский живописец, график и педагог.

## Биография
Родился в семье врача Рувима Манасиевича Эйгеса (1840—1926) и переводчицы Софии Иосифовны Эйгес (1846—1910). В 1908—1915 годах учился на живописном отделении в Московском училище живописи, ваяния и зодчества у К. А. Коровина, С. В. Малютина, К. Ф. Юона. Участвовал в выставках с 1911 года.
Был членом и экспонентом объединений «Бубновый валет» (1911), «Бытие» (1922—1929), Общество московских художников (1927—1932). В 1918—1922 годах работал инспектором Высших государственных мастерских в Отделе ИЗО народного комиссариата просвещения и инструктором по изобразительному искусству при Хамовническом Совете Москвы, преподавал в художественной школе-студии Замоскворецкого района.
Преподавал в Московском изотехникуме памяти 1905 года (1932—1935), Московском текстильном институте (1935—1941), Московском полиграфическом институте (1945—1949).
Умер в 1956 году. Похоронен на Введенском кладбище (6 уч.).

## Семья
- Сёстры — Екатерина Романовна Эйгес (1890—1958), поэтесса и библиотечный работник, была замужем за математиком П. С. Александровым[5]; Анна Романовна Эйгес (1873/1874—1966), переводчица (известен её перевод «Страданий молодого Вертера» Гёте, 1893 и 1937); Надежда Романовна Эйгес (1883—1975), педагог, основательница первых в России яслей.
- Братья — Константин Эйгес (1875—1950), композитор, философ и теоретик музыки; Иосиф Эйгес (1887—1953), литературовед и музыковед; Александр Эйгес (1880—1944), математик и литературовед; Владимир Эйгес (1877—1949), философ и математик; Евгений Эйгес (1878—1957), врач.
- Жена — Вера Вячеславовна Эйгес.
  - Сын — Георгий Вениаминович Эйгес (1920—2003).

## Публикации
- Вениамин Романович Эйгес. Выставка в Клубе им. Горького / Всероссийский кооперативный союз работников изобразительных искусств. М.: Всекохудожник, 1934. — 7 с.

## Галерея
- Фотография Вениамина Эйгеса